# 土耳其人民解放党-阵线
土耳其人民解放党-阵线（土耳其語：Türkiye Halk Kurtuluş Partisi-Cephesi，缩写为THKP-C）是土耳其历史上的一个共产主义政党。该党成立于1970年12月，1972年10月22日被土耳其政府取缔。该党的意识形态是共产主义、马克思列宁主义。该党的政治立场是极左翼。该党的创始人是马希尔·卡延。